# بوب بيليجريني
بوب بيليجريني (بالإنجليزية: Bob Pellegrini) هو لاعب كرة قدم أمريكية أمريكي، ولد في 13 نوفمبر 1934 في Yatesboro, Pennsylvania ‏ في الولايات المتحدة، وتوفي في 11 أبريل 2008 في Marmora, New Jersey ‏ في الولايات المتحدة.

## وصلات خارجية
- بوب بيليجريني على موقع مرجع كرة القدم المحترفة.كوم (الإنجليزية)